# Tabuaeran
Tabuaeran, noto anche come Fanning o Isola di Fanning, è un atollo dell'Oceano Pacifico 3°51′36″N 159°21′52″W situato nell'arcipelago delle Sporadi equatoriali ed appartenente a Kiribati.
Possiede una superficie di 33,73 km² e una popolazione di 2 315 abitanti (secondo il censimento della popolazione del 2015). La massima altezza è di circa 3 metri sul livello del mare.